# Njuovččajohka
Njuovččajohka (Nederlandse vertaling: Tongrivier) is een rivier annex beek, die stroomt in de Zweedse  gemeente Kiruna. De rivier ontstaat op de hellingen van het Scandinavisch hoogland bij de Njuovččavarri en haar uitloper Njuovčča. De rivier stroomt naar het zuiden en levert haar water in bij de Njiulujåkka.
Afwatering: Njuovččajohka → Njiulujåkka → Láfutjåkka →  Lainiorivier → Torne → Botnische Golf